# Zsóri Dániel
Zsóri Dániel (Nagyvárad, 2000. október 14. –) Puskás Ferenc-díjas magyar labdarúgó, a román első osztályú UTA Arad játékosa.

## Pályafutása

### Klubcsapatokban
Az Arad és Bihar megye határán fekvő Simonyifalván nőtt fel, szülei jelenleg is ott élnek. A falu közigazgatásilag Tőzmiske (Misca) községhez tartozik.
2011 és 2016 között a Békéscsaba korosztályos csapataiban nevelkedett, majd innen került a Debreceni Labdarúgó Akadémiára. 2018. október 31-én mutatkozott be az első csapatban a Teskánd elleni kupamérkőzésen.

#### Debreceni VSC
2019 januárjában aláírta a klubbal az első profi szerződését, két és fél évre. A debreceniek U19-es és tartalékcsapatában 2018 őszén összesen 44 gólt szerzett. 2019. február 16-án a Ferencváros ellen góllal mutatkozott be a bajnokságban, a 81. percben Szécsi Márk cseréjeként lépett pályára, és a 93. percben 15 méterről ollózott gólt. Három nap múlva, az Ajka elleni Magyar Kupa-nyolcaddöntő első mérkőzésén először kapott lehetőséget kezdőjátékosként a DVSC-ben.
Első élvonalbeli idényében 13 alkalommal kapott lehetőséget, míg a tartalékcsapattal megye 1-es bajnoki címet szerzett. Teljesítményével több klub érdeklődését is felkeltette, a MOL Fehérvár csapatánál próbajátékon is járt, végül azonban maradt Debrecenben. 2019 februárjában a Ferencvárosnak lőtt gólját választották az év legszebb góljának az MLSZ díjátadó gáláján. A találatot a díj történetében első magyar játékos által elért gólként jelölték a Puskás Ferenc-díj tíz, majd három legszebb találata közé, amelyet végül a milánói Scala operaházban 2019 szeptemberében megtartott FIFA-díjátadó gálán meg is nyert, Lionel Messit és Juan Fernando Quinterót megelőzve.

#### MOL Fehérvár
2019. augusztus 31-én szerződtette a MOL Fehérvár. Október 5-én, a bajnokság 8. fordulójában mutatkozott be új csapatában, a 94. percben csereként állt be a DVSC ellen 2–1-re megnyert mérkőzésen. A tavaszi szezonban kettős játékengedéllyel a másodosztályú Budaörsi SC csapatában is pályára lépett, ahol első mérkőzésén látványos szabadrúgásgólt szerzett a Vác ellen. A koronavírus-járvány miatt félbeszakított idényben négy bajnokin egyszer volt eredményes a csapatban. A 2020–2021-es szezonra az élvonalba feljutó Budafok vette kölcsön.

#### Budafok
A 2020–21-es bajnokság második fordulójában gólt szerzett az Újpest elleni 1–1-es döntetlen alkalmával, majd a találkozó hajrájában sportszerűtlenül megtaposta az ellenfél védőjét, Kire Risztevszkit, amiért négymérkőzéses eltiltást kapott.
2021. március 21-én az U21-es válogatott edzésén súlyos sérülést szenvedett, a térdében elszakadt a keresztszalag, így véget ért számára az idény.

#### Zalaegerszegi TE
2022. január 6-án fél évre kölcsönbe került a Zalaegerszeg csapatához. 2022. május 4-én Budapesten a labdarúgó NB I 31. fordulójában 2 gólt szerzett a Ferencváros elleni mérkőzésen.

#### MTK Budapest
2022 júliusában hároméves szerződést kötött a kék–fehér klubbal. December 4-én a Gyirmót elleni hazai bajnoki mérkőzésen – a 83. percben csereként beállva – 2 gólt szerzett, csapata 5–2-re megnyerte a találkozót. Miután 2024 nyarán visszatért a budafoki kölcsönből, az élvonalban az MTK nem tartott igényt a játékára, és felbontotta a szerződését.

#### Budafok
2024. január elején kölcsönjátékosként visszatért a Budafok együtteséhez. Március 10-én a Nyíregyháza elleni 3–2-re megnyert mérkőzésen ismét ollózós gólt szerzett.

#### UTA Arad
2024. szeptember 9-én egy idényre szóló szerződést írt alá a román labdarúgó-bajnokság élvonalában szereplő aradi klubbal, egyéves hosszabbítási opcióval.

### A válogatottban
Ugyan bekerült a 2021-es U21-es Európa-bajnokságra nevezett keretbe, azonban sérülés miatt kénytelen volt kihagyni a tornát.

## Statisztika

### Klubcsapatokban
2025. augusztus 15-én frissítve.
| Klub                          | Szezon         | Bajnokság      | Bajnokság | Bajnokság | Kupa  | Kupa  | Nemz. kupa | Nemz. kupa | Egyéb | Egyéb | Összesen | Összesen |
| Klub                          | Szezon         | Bajnokság      | Mérk.     | Gólok     | Mérk. | Gólok | Mérk.      | Gólok      | Mérk. | Gólok | Mérk.    | Gólok    |
| ----------------------------- | -------------- | -------------- | --------- | --------- | ----- | ----- | ---------- | ---------- | ----- | ----- | -------- | -------- |
| Debreceni VSC                 | 2018–19        | NB I           | 13        | 1         | 7     | 1     | —          | —          | —     | —     | 20       | 2        |
| Debreceni VSC                 | 2019–20        | NB I           | 2         | 0         | —     | —     | 3          | 0          | —     | —     | 5        | 0        |
| Debreceni VSC                 | Összesen       | Összesen       | 15        | 1         | 7     | 1     | 3          | 0          | —     | —     | 25       | 2        |
| MOL Fehérvár                  | 2019–20        | NB I           | 5         | 0         | 2     | 0     | —          | —          | —     | —     | 7        | 0        |
| Budaörs (kölcsönben)          | 2019–20        | NB II          | 4         | 1         | —     | —     | —          | —          | —     | —     | 4        | 1        |
| Budafok (kölcsönben)          | 2020–21        | NB I           | 21        | 3         | 5     | 5     | —          | —          | —     | —     | 26       | 8        |
| Zalaegerszegi TE (kölcsönben) | 2021–22        | NB I           | 9         | 3         | —     | —     | —          | —          | —     | —     | 9        | 3        |
| MTK Budapest                  | 2022–23        | NB II          | 21        | 6         | 3     | 1     | —          | —          | —     | —     | 24       | 7        |
| MTK Budapest                  | 2023–24        | NB I           | 10        | 0         | 2     | 1     | —          | —          | —     | —     | 12       | 1        |
| MTK Budapest                  | Összesen       | Összesen       | 31        | 6         | 5     | 2     | —          | —          | —     | —     | 36       | 8        |
| Budafok (kölcsönben)          | 2023–24        | NB II          | 16        | 4         | —     | —     | —          | —          | —     | —     | 16       | 4        |
| UTA Arad                      | 2024–25        | SuperLiga      | 19        | 3         | 1     | 0     | —          | —          | —     | —     | 20       | 3        |
| UTA Arad                      | 2025–26        | SuperLiga      | 5         | 1         | —     | —     | —          | —          | —     | —     | 5        | 1        |
| UTA Arad                      | Összesen       | Összesen       | 24        | 4         | 1     | 0     | —          | —          | —     | —     | 25       | 4        |
| Karrier összes                | Karrier összes | Karrier összes | 125       | 22        | 20    | 8     | 3          | 0          | —     | —     | 148      | 30       |

## Sikerei, díjai
- Puskás Ferenc-díj: 2019[10]
- Simonyifalva díszpolgári címe (2019. december 22.)[28]
- Emlékplakett (Békéscsaba, 2019. december 23.)[28]
- A 62. alkalommal megtartott Az év magyar sportolója gálán az Év gólja kategóriának győztese. (2019)[29][30]

 Debreceni VSC
- Magyar labdarúgó-bajnokság bronzérmes (1): 2018–19

 MOL Fehérvár
- Magyar labdarúgó-bajnokság ezüstérmes (1): 2019–20

 MTK Budapest
- NB II ezüstérmes (1): 2022–23